# Region Südwesten (Nordmazedonien)
Die Region Südwesten (mazedonisch Југозападен регион Jugozapaden region; albanisch Rajoni jugperëndimor) ist eine der acht statistischen Regionen der Republik Nordmazedonien.
Sie umfasst 13 Opštini, die die lokalen Selbstverwaltungseinheiten bilden. Die Region liegt im Südwesten des Landes und grenzt an den Ohridsee und an Albanien. Nachbarregionen sind im Norden Polog, im Nordosten Skopje und Vardar und im Osten Pelagonien.

## Gliederung
Die Region Südwesten wird aus folgenden 13 Opštini gebildet:
1. Centar Župa
2. Debar
3. Debarca
4. Drugovo
5. Kičevo
6. Makedonski Brod
7. Ohrid
8. Oslomej
9. Plasnica
10. Struga
11. Vevčani
12. Vraneštica
13. Zajas

## Bevölkerung

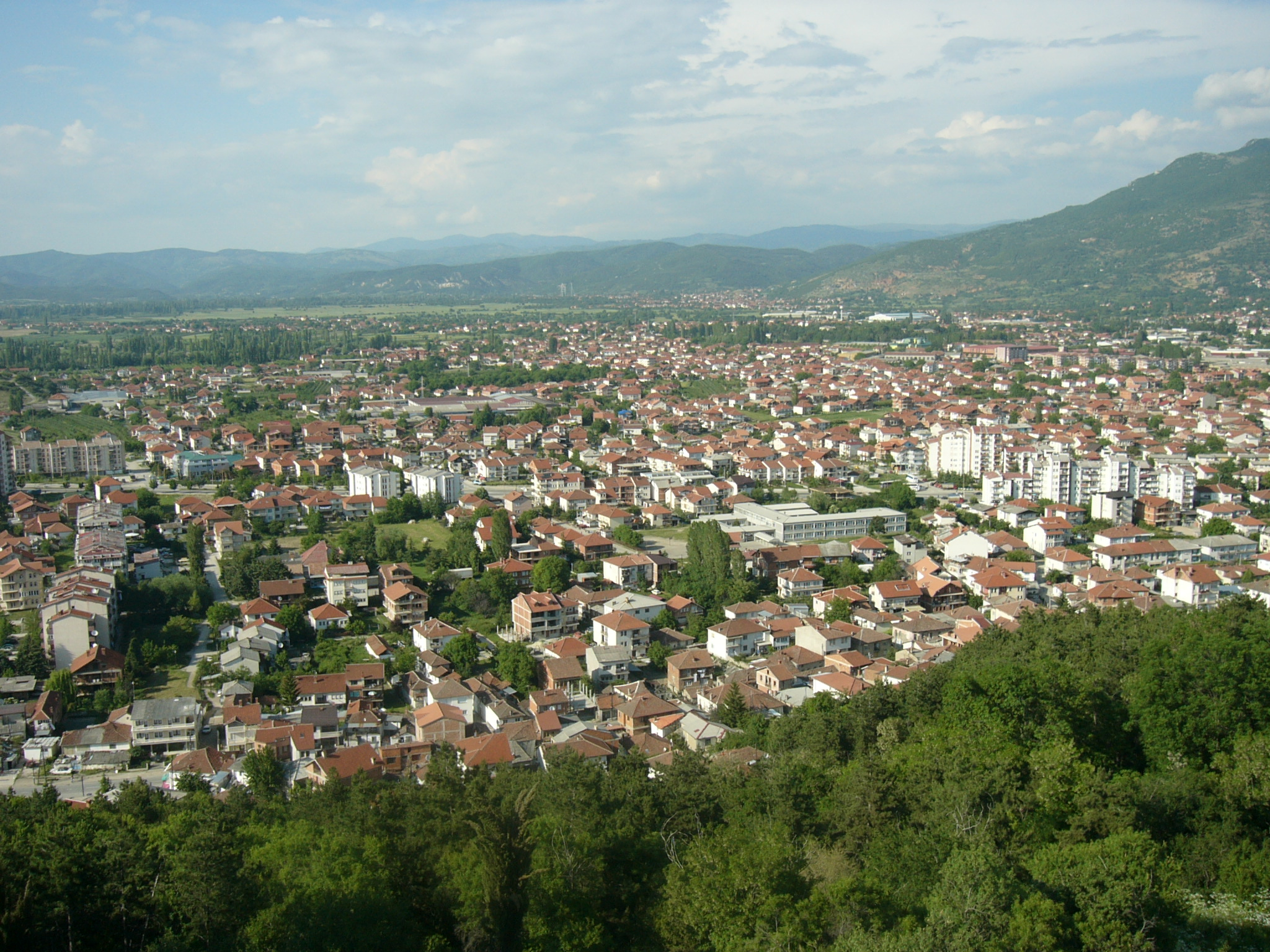
Ohrid ist die größte Stadt der Region und zugleich dessen kulturelles, wirtschaftliches und politisches Zentrum.

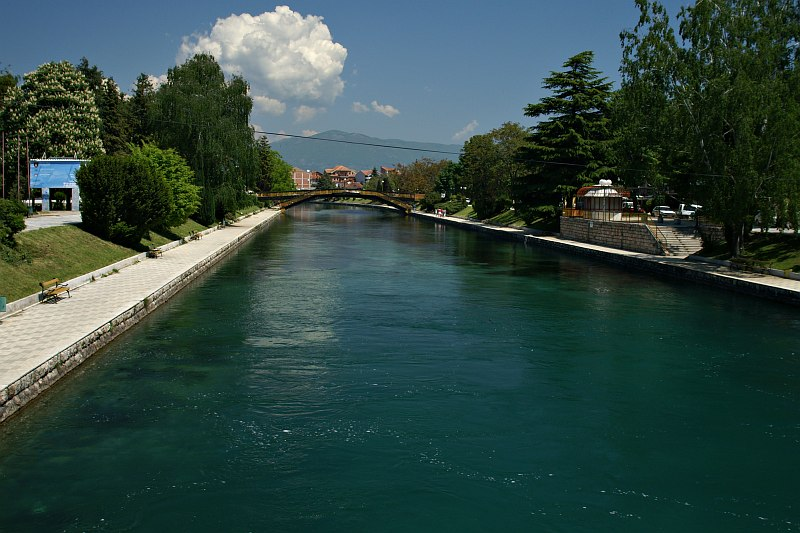
Der Schwarze Drin bei Struga

### Einwohnerzahl
| Jahr | Einwohner | Veränderung |
| ---- | --------- | ----------- |
| 1994 | 211.046   | -           |
| 2002 | 221.651   | +5,89 %     |

### Größte Orte
| Rang | Stadt  | Einwohner |
| ---- | ------ | --------- |
| 1    | Ohrid  | 42.003    |
| 2    | Kičevo | 30.138    |
| 3    | Struga | 16.559    |
| 4    | Debar  | 14.561    |
| 5    | Zajas  | 4.712     |

### Ethnische Struktur
Die größte Ethnie stellen die Mazedonier dar, gefolgt von den Albanern und Türken.